# Lista över fotbollsövergångar i Sverige vintern 2012/2013
Detta är en lista över fotbollsövergångar i Sverige vintern 2012/2013.
Endast övergångar mellan den 1 januari och 31 mars 2012 i Allsvenskan och Superettan är inkluderade.

## Allsvenskan

### AIK
| Nr | Land         | Pos | Namn                                             |
| -- | ------------ | --- | ------------------------------------------------ |
|    | Nigeria      | A   | Kennedy Igboananike (fri transfer)               |
|    | Sverige      | A   | Nabil Bahoui (från IF Brommapojkarna)            |
|    | Sierra Leone | A   | Alhassan Kamara (återvände från lån i Örebro SK) |

| Nr | Land         | Pos | Namn                                             |
| -- | ------------ | --- | ------------------------------------------------ |
|    | Nigeria      | A   | Kennedy Igboananike (fri transfer)               |
|    | Sverige      | A   | Nabil Bahoui (från IF Brommapojkarna)            |
|    | Sierra Leone | A   | Alhassan Kamara (återvände från lån i Örebro SK) |

| Nr | Land         | Pos | Namn                                                |
| -- | ------------ | --- | --------------------------------------------------- |
|    | Sierra Leone | A   | Mohamed Bangura (återvände från lån till Celtic)    |
|    | Sierra Leone | A   | Tom Bongay (återvände från lån till Old Edwardians) |
|    | Sverige      | MF  | Gabriel Özkan (till IF Brommapojkarna)              |

| Nr | Land         | Pos | Namn                                                |
| -- | ------------ | --- | --------------------------------------------------- |
|    | Sierra Leone | A   | Mohamed Bangura (återvände från lån till Celtic)    |
|    | Sierra Leone | A   | Tom Bongay (återvände från lån till Old Edwardians) |
|    | Sverige      | MF  | Gabriel Özkan (till IF Brommapojkarna)              |

### IF Brommapojkarna
| Nr | Land    | Pos | Namn                                 |
| -- | ------- | --- | ------------------------------------ |
|    | Sverige | MF  | Gabriel Özkan (från AIK)             |
|    | Sverige | A   | Nicklas Bärkroth (från IFK Göteborg) |

| Nr | Land    | Pos | Namn                                 |
| -- | ------- | --- | ------------------------------------ |
|    | Sverige | MF  | Gabriel Özkan (från AIK)             |
|    | Sverige | A   | Nicklas Bärkroth (från IFK Göteborg) |

| Nr | Land    | Pos | Namn                                    |
| -- | ------- | --- | --------------------------------------- |
|    | Sverige | A   | Nabil Bahoui (till AIK)                 |
|    | Sverige | F   | Ludwig Augustinsson (till IFK Göteborg) |

| Nr | Land    | Pos | Namn                                    |
| -- | ------- | --- | --------------------------------------- |
|    | Sverige | A   | Nabil Bahoui (till AIK)                 |
|    | Sverige | F   | Ludwig Augustinsson (till IFK Göteborg) |

### Djurgårdens IF
| Nr | Land      | Pos | Namn                                       |
| -- | --------- | --- | ------------------------------------------ |
|    | Argentina | A   | Luis Solignac (lån från Atlético Platense) |
|    | Sverige   | MF  | Andreas Johansson (fri transfer)           |
|    | Sverige   | F   | Jesper Arvidsson (från Åtvidabergs FF)     |

| Nr | Land      | Pos | Namn                                       |
| -- | --------- | --- | ------------------------------------------ |
|    | Argentina | A   | Luis Solignac (lån från Atlético Platense) |
|    | Sverige   | MF  | Andreas Johansson (fri transfer)           |
|    | Sverige   | F   | Jesper Arvidsson (från Åtvidabergs FF)     |

| Nr | Land         | Pos | Namn                                                |
| -- | ------------ | --- | --------------------------------------------------- |
|    | Finland      | MF  | Daniel Sjölund (fri transfer)                       |
|    | England      | A   | James Keene (återvände från lån till IF Elfsborg)   |
|    | Sverige      | F   | Andreas Dahlén (fri transfer)                       |
|    | Nigeria      | A   | Kennedy Igboananike (fri transfer)                  |
|    | Sierra Leone | F   | Mohamed Kamanor (återvände från lån till FC Kallon) |

| Nr | Land         | Pos | Namn                                                |
| -- | ------------ | --- | --------------------------------------------------- |
|    | Finland      | MF  | Daniel Sjölund (fri transfer)                       |
|    | England      | A   | James Keene (återvände från lån till IF Elfsborg)   |
|    | Sverige      | F   | Andreas Dahlén (fri transfer)                       |
|    | Nigeria      | A   | Kennedy Igboananike (fri transfer)                  |
|    | Sierra Leone | F   | Mohamed Kamanor (återvände från lån till FC Kallon) |

### Gefle IF
| Nr | Land    | Pos | Namn                               |
| -- | ------- | --- | ---------------------------------- |
|    | Sverige | F   | Anders Wikström (från Mjällby AIF) |

| Nr | Land    | Pos | Namn                               |
| -- | ------- | --- | ---------------------------------- |
|    | Sverige | F   | Anders Wikström (från Mjällby AIF) |

| Nr | Land | Pos | Namn |
| -- | ---- | --- | ---- |

| Nr | Land | Pos | Namn |
| -- | ---- | --- | ---- |

### Halmstads BK
| Nr | Land    | Pos | Namn                                     |
| -- | ------- | --- | ---------------------------------------- |
|    | Sverige | MV  | Stojan Lukić (från Falkenbergs FF)       |
|    | Sverige | F   | Fredrik Liverstam (från Landskrona BoIS) |
|    | Sverige | MF  | Kristoffer Fagercrantz (från Kalmar FF)  |

| Nr | Land    | Pos | Namn                                     |
| -- | ------- | --- | ---------------------------------------- |
|    | Sverige | MV  | Stojan Lukić (från Falkenbergs FF)       |
|    | Sverige | F   | Fredrik Liverstam (från Landskrona BoIS) |
|    | Sverige | MF  | Kristoffer Fagercrantz (från Kalmar FF)  |

| Nr | Land    | Pos | Namn                                                       |
| -- | ------- | --- | ---------------------------------------------------------- |
|    | Sverige | MV  | Karl-Johan Johnsson (till NEC)                             |
|    | Sverige | MF  | Kristoffer Fagercrantz (återvände från lån till Kalmar FF) |

| Nr | Land    | Pos | Namn                                                       |
| -- | ------- | --- | ---------------------------------------------------------- |
|    | Sverige | MV  | Karl-Johan Johnsson (till NEC)                             |
|    | Sverige | MF  | Kristoffer Fagercrantz (återvände från lån till Kalmar FF) |

### Helsingborgs IF
| Nr | Land    | Pos | Namn                                              |
| -- | ------- | --- | ------------------------------------------------- |
|    | Sverige | A   | Lucas Ohlander (återvände från lån i Brønshøj BK) |

| Nr | Land    | Pos | Namn                                              |
| -- | ------- | --- | ------------------------------------------------- |
|    | Sverige | A   | Lucas Ohlander (återvände från lån i Brønshøj BK) |

| Nr | Land    | Pos | Namn                                                   |
| -- | ------- | --- | ------------------------------------------------------ |
|    | Serbien | A   | Nikola Djurdjic (återvände från lån till FK Haugesund) |

| Nr | Land    | Pos | Namn                                                   |
| -- | ------- | --- | ------------------------------------------------------ |
|    | Serbien | A   | Nikola Djurdjic (återvände från lån till FK Haugesund) |

### BK Häcken
| Nr | Land    | Pos | Namn                                 |
| -- | ------- | --- | ------------------------------------ |
|    | Marocko | A   | Moestafa El Kabir (från Mjällby AIF) |
|    | Finland | MF  | Mika Ojala (från Inter Turku)        |
|    | Sverige | F   | Fredrik Björck (från Tromsø IL)      |

| Nr | Land    | Pos | Namn                                 |
| -- | ------- | --- | ------------------------------------ |
|    | Marocko | A   | Moestafa El Kabir (från Mjällby AIF) |
|    | Finland | MF  | Mika Ojala (från Inter Turku)        |
|    | Sverige | F   | Fredrik Björck (från Tromsø IL)      |

| Nr | Land    | Pos | Namn                               |
| -- | ------- | --- | ---------------------------------- |
|    | Ghana   | A   | Waris Majeed (till Spartak Moskva) |
|    | Sverige | MF  | Jonas Henriksson (slutar)          |
|    | Sverige | F   | Tom Söderberg (till IF Elfsborg)   |
|    | Sverige | F   | Hampus Andersson (till GAIS)       |
|    | Sverige | MF  | Josef Elvby (till Östers IF)       |

| Nr | Land    | Pos | Namn                               |
| -- | ------- | --- | ---------------------------------- |
|    | Ghana   | A   | Waris Majeed (till Spartak Moskva) |
|    | Sverige | MF  | Jonas Henriksson (slutar)          |
|    | Sverige | F   | Tom Söderberg (till IF Elfsborg)   |
|    | Sverige | F   | Hampus Andersson (till GAIS)       |
|    | Sverige | MF  | Josef Elvby (till Östers IF)       |

### IF Elfsborg
| Nr | Land    | Pos | Namn                                              |
| -- | ------- | --- | ------------------------------------------------- |
|    | Sverige | F   | Tom Söderberg (från BK Häcken)                    |
|    | England | A   | James Keene (återvände från lån i Djurgårdens IF) |
|    | Libanon | MV  | Abbas Hassan (från IFK Norrköping)                |

| Nr | Land    | Pos | Namn                                              |
| -- | ------- | --- | ------------------------------------------------- |
|    | Sverige | F   | Tom Söderberg (från BK Häcken)                    |
|    | England | A   | James Keene (återvände från lån i Djurgårdens IF) |
|    | Libanon | MV  | Abbas Hassan (från IFK Norrköping)                |

| Nr | Land    | Pos | Namn                                 |
| -- | ------- | --- | ------------------------------------ |
|    | Sverige | F   | Andreas Augustsson (fri transfer)    |
|    | Sverige | MF  | Oscar Hiljemark (till PSV Eindhoven) |

| Nr | Land    | Pos | Namn                                 |
| -- | ------- | --- | ------------------------------------ |
|    | Sverige | F   | Andreas Augustsson (fri transfer)    |
|    | Sverige | MF  | Oscar Hiljemark (till PSV Eindhoven) |

### IFK Göteborg
| Nr | Land    | Pos | Namn                                         |
| -- | ------- | --- | -------------------------------------------- |
|    | Sverige | F   | Ludwig Augustinsson (från IF Brommapojkarna) |

| Nr | Land    | Pos | Namn                                         |
| -- | ------- | --- | -------------------------------------------- |
|    | Sverige | F   | Ludwig Augustinsson (från IF Brommapojkarna) |

| Nr | Land    | Pos | Namn                                      |
| -- | ------- | --- | ----------------------------------------- |
|    | Sverige | MV  | Erik Dahlin (till Sogndal Fotball)        |
|    | Sverige | A   | Stefan Selaković (fri transfer)           |
|    | Sverige | A   | Nicklas Bärkroth (till IF Brommapojkarna) |

| Nr | Land    | Pos | Namn                                      |
| -- | ------- | --- | ----------------------------------------- |
|    | Sverige | MV  | Erik Dahlin (till Sogndal Fotball)        |
|    | Sverige | A   | Stefan Selaković (fri transfer)           |
|    | Sverige | A   | Nicklas Bärkroth (till IF Brommapojkarna) |

### Kalmar FF
| Nr | Land      | Pos | Namn                                                    |
| -- | --------- | --- | ------------------------------------------------------- |
|    | Brasilien | MF  | Ismael Silva Lima (från Crateús Esporte)                |
|    | Sverige   | MF  | Kristoffer Fagercrantz (återvände från lån i Kalmar FF) |

| Nr | Land      | Pos | Namn                                                    |
| -- | --------- | --- | ------------------------------------------------------- |
|    | Brasilien | MF  | Ismael Silva Lima (från Crateús Esporte)                |
|    | Sverige   | MF  | Kristoffer Fagercrantz (återvände från lån i Kalmar FF) |

| Nr | Land    | Pos | Namn                                                  |
| -- | ------- | --- | ----------------------------------------------------- |
|    | Sverige | MF  | Johan Bertilsson (utlånad till Degerfors IF)          |
|    | Kosovo  | F   | Liridon Leçi (till Landskrona BoIS)                   |
|    | Senegal | MV  | Khadim N'Diaye (återvände från lån till ASC Linguère) |
|    | Sverige | MF  | Kristoffer Fagercrantz (till Halmstads BK)            |

| Nr | Land    | Pos | Namn                                                  |
| -- | ------- | --- | ----------------------------------------------------- |
|    | Sverige | MF  | Johan Bertilsson (utlånad till Degerfors IF)          |
|    | Kosovo  | F   | Liridon Leçi (till Landskrona BoIS)                   |
|    | Senegal | MV  | Khadim N'Diaye (återvände från lån till ASC Linguère) |
|    | Sverige | MF  | Kristoffer Fagercrantz (till Halmstads BK)            |

### Mjällby AIF
| Nr | Land | Pos | Namn |
| -- | ---- | --- | ---- |

| Nr | Land | Pos | Namn |
| -- | ---- | --- | ---- |

| Nr | Land  | Pos | Namn                          |
| -- | ----- | --- | ----------------------------- |
|    | Chile | F   | Juan Robledo (till Östers IF) |

| Nr | Land  | Pos | Namn                          |
| -- | ----- | --- | ----------------------------- |
|    | Chile | F   | Juan Robledo (till Östers IF) |

### Malmö FF
| Nr | Land    | Pos | Namn                                              |
| -- | ------- | --- | ------------------------------------------------- |
|    | Sverige | F   | Tobias Malm (återvände från lån i Trelleborgs FF) |
|    | Sverige | A   | Petter Thelin (från Kramfors-Alliansen)           |
|    | Sverige | MF  | Emil Forsberg (från GIF Sundsvall)                |
|    | Sverige | F   | Erik Johansson (från GAIS)                        |
|    | Ghana   | A   | Benjamin Fadi (från Heart of Lions)               |

| Nr | Land    | Pos | Namn                                              |
| -- | ------- | --- | ------------------------------------------------- |
|    | Sverige | F   | Tobias Malm (återvände från lån i Trelleborgs FF) |
|    | Sverige | A   | Petter Thelin (från Kramfors-Alliansen)           |
|    | Sverige | MF  | Emil Forsberg (från GIF Sundsvall)                |
|    | Sverige | F   | Erik Johansson (från GAIS)                        |
|    | Ghana   | A   | Benjamin Fadi (från Heart of Lions)               |

| Nr | Land      | Pos | Namn                                             |
| -- | --------- | --- | ------------------------------------------------ |
|    | Sverige   | MF  | David Löfquist (återvände från lån till Parma)   |
|    | Danmark   | F   | Ulrich Vinzents (fri transfer)                   |
|    | Brasilien | MF  | Wílton Figueiredo (fri transfer)                 |
|    | Sverige   | A   | Daniel Larsson (till Real Valladolid)            |
|    | Sverige   | MV  | Zlatan Azinović (fri transfer)                   |
|    | Sverige   | F   | Daniel Andersson (slutar)                        |
|    | Sverige   | A   | Alexander Nilsson (utlånad till Landskrona BoIS) |
|    | Sverige   | F   | Tobias Malm (utlånad till Landskrona BoIS)       |

| Nr | Land      | Pos | Namn                                             |
| -- | --------- | --- | ------------------------------------------------ |
|    | Sverige   | MF  | David Löfquist (återvände från lån till Parma)   |
|    | Danmark   | F   | Ulrich Vinzents (fri transfer)                   |
|    | Brasilien | MF  | Wílton Figueiredo (fri transfer)                 |
|    | Sverige   | A   | Daniel Larsson (till Real Valladolid)            |
|    | Sverige   | MV  | Zlatan Azinović (fri transfer)                   |
|    | Sverige   | F   | Daniel Andersson (slutar)                        |
|    | Sverige   | A   | Alexander Nilsson (utlånad till Landskrona BoIS) |
|    | Sverige   | F   | Tobias Malm (utlånad till Landskrona BoIS)       |

### IFK Norrköping
| Nr | Land    | Pos | Namn                                          |
| -- | ------- | --- | --------------------------------------------- |
| 8  | Sverige | MF  | Rawez Lawan (från FC Nordsjælland)            |
| 10 | Sverige | MF  | Riki Cakić (återvände från lån i IK Sleipner) |
| 19 | Estland | MF  | Siim Luts (från FC Flora Tallinn)             |

| Nr | Land    | Pos | Namn                                          |
| -- | ------- | --- | --------------------------------------------- |
| 8  | Sverige | MF  | Rawez Lawan (från FC Nordsjælland)            |
| 10 | Sverige | MF  | Riki Cakić (återvände från lån i IK Sleipner) |
| 19 | Estland | MF  | Siim Luts (från FC Flora Tallinn)             |

| Nr | Land      | Pos | Namn                                           |
| -- | --------- | --- | ---------------------------------------------- |
| 22 | Sverige   | MF  | Armin Tanković (utlånad till Varbergs BoIS FC) |
| 29 | Libanon   | MV  | Abbas Hassan (IF Elfsborg)                     |
| 99 | Brasilien | A   | Bruno Santos (Fri transfer)                    |

| Nr | Land      | Pos | Namn                                           |
| -- | --------- | --- | ---------------------------------------------- |
| 22 | Sverige   | MF  | Armin Tanković (utlånad till Varbergs BoIS FC) |
| 29 | Libanon   | MV  | Abbas Hassan (IF Elfsborg)                     |
| 99 | Brasilien | A   | Bruno Santos (Fri transfer)                    |

### Syrianska FC
| Nr | Land    | Pos | Namn                                           |
| -- | ------- | --- | ---------------------------------------------- |
|    | Sverige | MF  | Semir Mete (återvände från lån i Husqvarna FF) |

| Nr | Land    | Pos | Namn                                           |
| -- | ------- | --- | ---------------------------------------------- |
|    | Sverige | MF  | Semir Mete (återvände från lån i Husqvarna FF) |

| Nr | Land    | Pos | Namn                                              |
| -- | ------- | --- | ------------------------------------------------- |
|    | Sverige | MF  | Josef Ibrahim (återvände från lån till Örebro SK) |

| Nr | Land    | Pos | Namn                                              |
| -- | ------- | --- | ------------------------------------------------- |
|    | Sverige | MF  | Josef Ibrahim (återvände från lån till Örebro SK) |

### Åtvidabergs FF
| Nr | Land    | Pos | Namn                                                      |
| -- | ------- | --- | --------------------------------------------------------- |
|    | Sverige | MF  | Christoffer Karlsson (återvände från lån i Varbergs BoIS) |

| Nr | Land    | Pos | Namn                                                      |
| -- | ------- | --- | --------------------------------------------------------- |
|    | Sverige | MF  | Christoffer Karlsson (återvände från lån i Varbergs BoIS) |

| Nr | Land | Pos | Namn |
| -- | ---- | --- | ---- |

| Nr | Land | Pos | Namn |
| -- | ---- | --- | ---- |

### Östers IF
| Nr | Land    | Pos | Namn                                        |
| -- | ------- | --- | ------------------------------------------- |
| 9  | England | MF  | Kenny Pavey (från Ljungskile SK)            |
|    | Sverige | MF  | Vladica Zlojutro (från IFK Värnamo)         |
|    | Chile   | F   | Juan Robledo (från Mjällby AIF)             |
|    | Sverige | MF  | Josef Elvby (från BK Häcken)                |
|    | Sverige | A   | Pablo Piñones-Arce (från IF Brommapojkarna) |

| Nr | Land    | Pos | Namn                                        |
| -- | ------- | --- | ------------------------------------------- |
| 9  | England | MF  | Kenny Pavey (från Ljungskile SK)            |
|    | Sverige | MF  | Vladica Zlojutro (från IFK Värnamo)         |
|    | Chile   | F   | Juan Robledo (från Mjällby AIF)             |
|    | Sverige | MF  | Josef Elvby (från BK Häcken)                |
|    | Sverige | A   | Pablo Piñones-Arce (från IF Brommapojkarna) |

| Nr | Land    | Pos | Namn                                      |
| -- | ------- | --- | ----------------------------------------- |
| 26 | Sverige | A   | Anton Henningsson (till Kristianstads FF) |
| 29 | Sverige | MV  | Darmin Sobo (till Oskarshamns AIK)        |

| Nr | Land    | Pos | Namn                                      |
| -- | ------- | --- | ----------------------------------------- |
| 26 | Sverige | A   | Anton Henningsson (till Kristianstads FF) |
| 29 | Sverige | MV  | Darmin Sobo (till Oskarshamns AIK)        |

## Superettan

### Assyriska FF
| Nr | Land | Pos | Namn |
| -- | ---- | --- | ---- |

| Nr | Land | Pos | Namn |
| -- | ---- | --- | ---- |

| Nr | Land     | Pos | Namn                              |
| -- | -------- | --- | --------------------------------- |
|    | Spanien  | F   | Ubay Luzardo (fri transfer)       |
|    | Tyskland | F   | David Azin (fri transfer)         |
|    | Belarus  | MV  | Filip Vaytekhovich (fri transfer) |

| Nr | Land     | Pos | Namn                              |
| -- | -------- | --- | --------------------------------- |
|    | Spanien  | F   | Ubay Luzardo (fri transfer)       |
|    | Tyskland | F   | David Azin (fri transfer)         |
|    | Belarus  | MV  | Filip Vaytekhovich (fri transfer) |

### IK Brage
| Nr | Land | Pos | Namn |
| -- | ---- | --- | ---- |

| Nr | Land | Pos | Namn |
| -- | ---- | --- | ---- |

| Nr | Land    | Pos | Namn                                  |
| -- | ------- | --- | ------------------------------------- |
|    | Ukraina | MF  | Vyacheslav Jevtushenko (fri transfer) |
|    | Sverige | MV  | Gerhard Andersson (fri transfer)      |

| Nr | Land    | Pos | Namn                                  |
| -- | ------- | --- | ------------------------------------- |
|    | Ukraina | MF  | Vyacheslav Jevtushenko (fri transfer) |
|    | Sverige | MV  | Gerhard Andersson (fri transfer)      |

### Falkenbergs FF
| Nr | Land | Pos | Namn |
| -- | ---- | --- | ---- |

| Nr | Land | Pos | Namn |
| -- | ---- | --- | ---- |

| Nr | Land    | Pos | Namn                             |
| -- | ------- | --- | -------------------------------- |
|    | Sverige | MV  | Stojan Lukić (till Halmstads BK) |

| Nr | Land    | Pos | Namn                             |
| -- | ------- | --- | -------------------------------- |
|    | Sverige | MV  | Stojan Lukić (till Halmstads BK) |

### GAIS
| Nr | Land    | Pos | Namn                              |
| -- | ------- | --- | --------------------------------- |
|    | Sverige | F   | Hampus Andersson (från BK Häcken) |

| Nr | Land    | Pos | Namn                              |
| -- | ------- | --- | --------------------------------- |
|    | Sverige | F   | Hampus Andersson (från BK Häcken) |

| Nr | Land    | Pos | Namn                           |
| -- | ------- | --- | ------------------------------ |
|    | Sverige | F   | Erik Johansson (till Malmö FF) |

| Nr | Land    | Pos | Namn                           |
| -- | ------- | --- | ------------------------------ |
|    | Sverige | F   | Erik Johansson (till Malmö FF) |

### GIF Sundsvall
| Nr | Land    | Pos | Namn                                                   |
| -- | ------- | --- | ------------------------------------------------------ |
|    | Sverige | A   | Mehmed Hafizovic (återvände från lån i Hudiksvalls FF) |

| Nr | Land    | Pos | Namn                                                   |
| -- | ------- | --- | ------------------------------------------------------ |
|    | Sverige | A   | Mehmed Hafizovic (återvände från lån i Hudiksvalls FF) |

| Nr | Land    | Pos | Namn                          |
| -- | ------- | --- | ----------------------------- |
|    | Sverige | MF  | Emil Forsberg (till Malmö FF) |

| Nr | Land    | Pos | Namn                          |
| -- | ------- | --- | ----------------------------- |
|    | Sverige | MF  | Emil Forsberg (till Malmö FF) |

### Hammarby IF
| Nr | Land          | Pos | Namn                                       |
| -- | ------------- | --- | ------------------------------------------ |
|    | Sverige       | MF  | Christoffer Carlsson (från Falkenbergs FF) |
|    | Nederländerna | F   | Michael Timisela (fri transfer)            |

| Nr | Land          | Pos | Namn                                       |
| -- | ------------- | --- | ------------------------------------------ |
|    | Sverige       | MF  | Christoffer Carlsson (från Falkenbergs FF) |
|    | Nederländerna | F   | Michael Timisela (fri transfer)            |

| Nr | Land          | Pos | Namn                                   |
| -- | ------------- | --- | -------------------------------------- |
|    | Guinea-Bissau | F   | José Monteiro de Macedo (fri transfer) |
|    | Sverige       | A   | Max Forsberg (fri transfer)            |
|    | Sverige       | MF  | Fredrik Forsberg (fri transfer)        |
|    | Sverige       | F   | Fadi Malke (fri transfer)              |
|    | Sverige       | MV  | George Moussan (fri transfer)          |
|    | Sverige       | MF  | Sebastian Bojassen (slutar)            |
|    | Argentina     | MF  | Luis Antonio Rodríguez (fri transfer)  |
|    | Sverige       | MF  | Andreas Dahl (fri transfer)            |
|    | Sverige       | F   | Marcus Törnstrand (fri transfer)       |
|    | Sverige       | MF  | Luca Sciacca (fri transfer)            |

| Nr | Land          | Pos | Namn                                   |
| -- | ------------- | --- | -------------------------------------- |
|    | Guinea-Bissau | F   | José Monteiro de Macedo (fri transfer) |
|    | Sverige       | A   | Max Forsberg (fri transfer)            |
|    | Sverige       | MF  | Fredrik Forsberg (fri transfer)        |
|    | Sverige       | F   | Fadi Malke (fri transfer)              |
|    | Sverige       | MV  | George Moussan (fri transfer)          |
|    | Sverige       | MF  | Sebastian Bojassen (slutar)            |
|    | Argentina     | MF  | Luis Antonio Rodríguez (fri transfer)  |
|    | Sverige       | MF  | Andreas Dahl (fri transfer)            |
|    | Sverige       | F   | Marcus Törnstrand (fri transfer)       |
|    | Sverige       | MF  | Luca Sciacca (fri transfer)            |

### Landskrona BoIS
| Nr | Land    | Pos | Namn                                              |
| -- | ------- | --- | ------------------------------------------------- |
|    | Kosovo  | F   | Liridon Leçi (från Kalmar FF)                     |
|    | Sverige | A   | Alexander Nilsson (lån från Malmö FF)             |
|    | Sverige | F   | Tobias Malm (lån från Malmö FF)                   |
|    | Sverige | MF  | Christopher Tapper Holter (från Kristianstads FF) |
|    | Sverige | MV  | Bill Halvorsen (från IFK Värnamo)                 |

| Nr | Land    | Pos | Namn                                              |
| -- | ------- | --- | ------------------------------------------------- |
|    | Kosovo  | F   | Liridon Leçi (från Kalmar FF)                     |
|    | Sverige | A   | Alexander Nilsson (lån från Malmö FF)             |
|    | Sverige | F   | Tobias Malm (lån från Malmö FF)                   |
|    | Sverige | MF  | Christopher Tapper Holter (från Kristianstads FF) |
|    | Sverige | MV  | Bill Halvorsen (från IFK Värnamo)                 |

| Nr | Land    | Pos | Namn                                                     |
| -- | ------- | --- | -------------------------------------------------------- |
|    | Sverige | MV  | Peter Karlsson (slutar)                                  |
|    | Togo    | A   | Abdou-Fatawou Dodja (återvände från lån till AS Douanes) |
|    | Sverige | MF  | Marcus Lantz (slutar)                                    |
|    | Sverige | A   | Linus R. Olsson (fri transfer)                           |
|    | Sverige | F   | Alexander Zaim (fri transfer)                            |
|    | Sverige | F   | Fredrik Liverstam (till Halmstads BK)                    |
|    | Sverige | MV  | Ivo Vazgec (fri transfer)                                |

| Nr | Land    | Pos | Namn                                                     |
| -- | ------- | --- | -------------------------------------------------------- |
|    | Sverige | MV  | Peter Karlsson (slutar)                                  |
|    | Togo    | A   | Abdou-Fatawou Dodja (återvände från lån till AS Douanes) |
|    | Sverige | MF  | Marcus Lantz (slutar)                                    |
|    | Sverige | A   | Linus R. Olsson (fri transfer)                           |
|    | Sverige | F   | Alexander Zaim (fri transfer)                            |
|    | Sverige | F   | Fredrik Liverstam (till Halmstads BK)                    |
|    | Sverige | MV  | Ivo Vazgec (fri transfer)                                |

### Ljungskile SK
| Nr | Land | Pos | Namn |
| -- | ---- | --- | ---- |

| Nr | Land | Pos | Namn |
| -- | ---- | --- | ---- |

| Nr | Land    | Pos | Namn                         |
| -- | ------- | --- | ---------------------------- |
|    | England | MF  | Kenny Pavey (till Östers IF) |

| Nr | Land    | Pos | Namn                         |
| -- | ------- | --- | ---------------------------- |
|    | England | MF  | Kenny Pavey (till Östers IF) |

### Varbergs BoIS FC
| Nr | Land                    | Pos | Namn                                     |
| -- | ----------------------- | --- | ---------------------------------------- |
|    | Bosnien och Hercegovina | MF  | Armin Tanković (lån från IFK Norrköping) |

| Nr | Land                    | Pos | Namn                                     |
| -- | ----------------------- | --- | ---------------------------------------- |
|    | Bosnien och Hercegovina | MF  | Armin Tanković (lån från IFK Norrköping) |

| Nr | Land    | Pos | Namn                                                          |
| -- | ------- | --- | ------------------------------------------------------------- |
|    | Sverige | MF  | Jonatan Berg (fri transfer)                                   |
|    | Sverige | MF  | Christoffer Karlsson (återvände från lån till Åtvidabergs FF) |

| Nr | Land    | Pos | Namn                                                          |
| -- | ------- | --- | ------------------------------------------------------------- |
|    | Sverige | MF  | Jonatan Berg (fri transfer)                                   |
|    | Sverige | MF  | Christoffer Karlsson (återvände från lån till Åtvidabergs FF) |

### IFK Värnamo
| Nr | Land | Pos | Namn |
| -- | ---- | --- | ---- |

| Nr | Land | Pos | Namn |
| -- | ---- | --- | ---- |

| Nr | Land    | Pos | Namn                              |
| -- | ------- | --- | --------------------------------- |
|    | Sverige | MF  | Vladica Zlojutro (till Östers IF) |

| Nr | Land    | Pos | Namn                              |
| -- | ------- | --- | --------------------------------- |
|    | Sverige | MF  | Vladica Zlojutro (till Östers IF) |

### Örebro SK
| Nr | Land    | Pos | Namn                                              |
| -- | ------- | --- | ------------------------------------------------- |
|    | Sverige | MF  | Josef Ibrahim (återvände från lån i Syrianska FC) |

| Nr | Land    | Pos | Namn                                              |
| -- | ------- | --- | ------------------------------------------------- |
|    | Sverige | MF  | Josef Ibrahim (återvände från lån i Syrianska FC) |

| Nr | Land         | Pos | Namn                                          |
| -- | ------------ | --- | --------------------------------------------- |
|    | Sierra Leone | A   | Alhassan Kamara (återvände från lån till AIK) |

| Nr | Land         | Pos | Namn                                          |
| -- | ------------ | --- | --------------------------------------------- |
|    | Sierra Leone | A   | Alhassan Kamara (återvände från lån till AIK) |